# Yamamoto Tatsuo

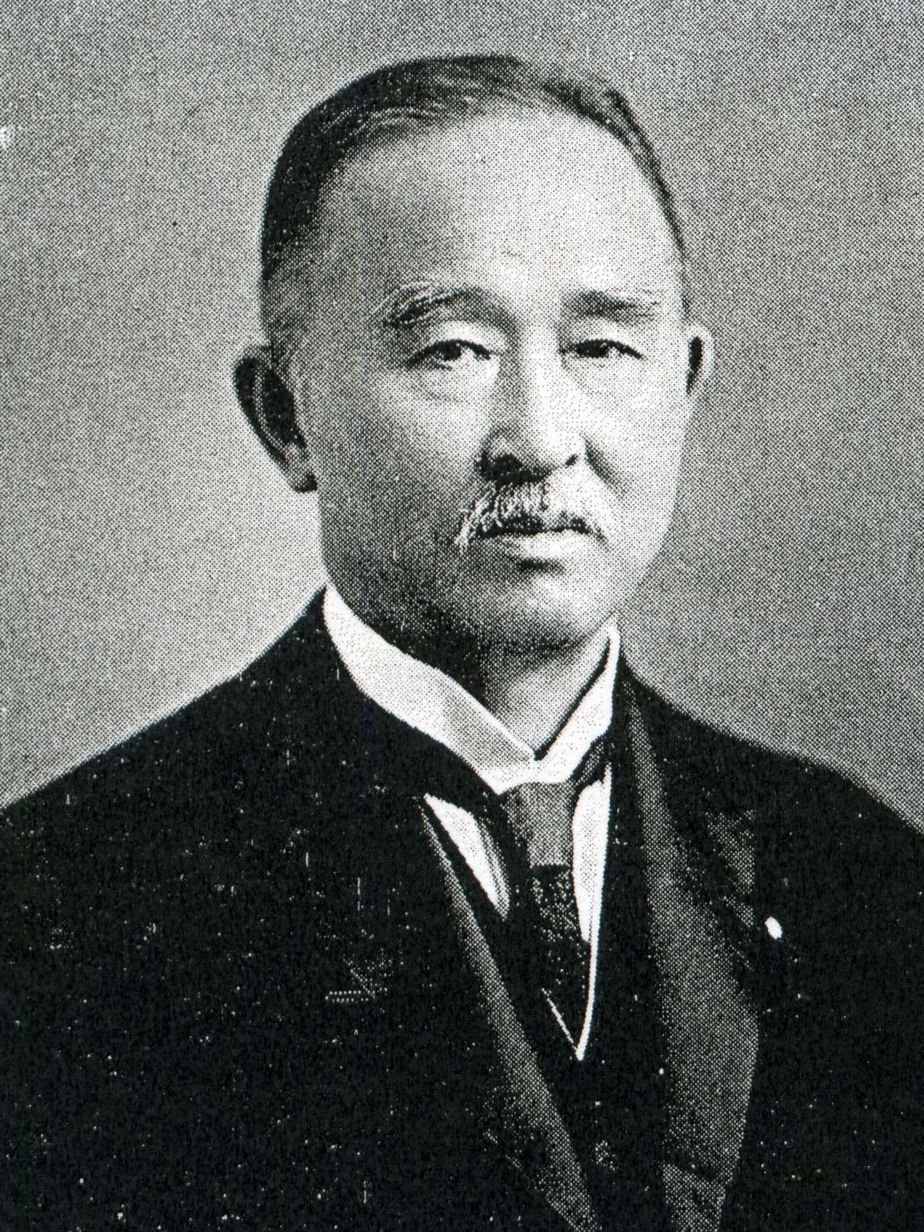
Yamamoto Tatsuo, 1929

Yamamoto Tatsuo Danshaku (Baron) (jap. 山本 達雄; * 7. April 1856 (traditionell: Ansei 3/3/3) im Lehen Usuki, Provinz Bungo (heute: Präfektur Ōita), Japan; † 12. November 1947) war ein japanischer Politiker.

## Biografie
Yamamoto trat 1889 als Direktor in den Dienst der Bank of Japan und war zwischen 1898 und 1903 deren Gouverneur (Sōsai). 1903 wurde er von Tennō Meiji zum Mitglied des Herrenhauses (Kizokuin) ernannt.
Am 30. August 1911 wurde er als Parteiloser von Premierminister Saionji Kimmochi zum Finanzminister (Ōkura-daijin) ernannt und gehörte dessen 2. Regierung bis zum 21. Dezember 1912 an. Zwischen Februar 1913 und April 1914 war er im Kabinett von Premierminister Yamamoto Gonnohyōe erstmals Minister für Landwirtschaft und Handel (Nōshōmu-daijin).
Von September 1918 bis November wurde er von Premierminister Hara Takashi in dessen Kabinett wiederum zum Minister für Landwirtschaft und Handel ernannt.   
Für seine Verdienste wurde er 1920 als Danshaku (Baron) in den Adelsstand erhoben und trat zwischenzeitlich als Mitglied der Rikken Seiyūkai bei. 1924 trat er aus der Rikken Seiyūkai aus und gründete stattdessen mit der Seiyū Hontō eine neue Partei, deren Vorsitzender Tokonami Takejirō wurde. Yamamoto selbst wurde Berater der Partei. Als sich 1927 Seiyū Hontō und Kenseikei zur Rikken Minseitō zusammenschlossen, wurde er selbst neben Tokonami „oberster Berater“ (saikō komon) dieser neuen Partei.
Zuletzt war er Mai 1932 bis Juli 1934 Innenminister (Naimu-daijin) im Kabinett von Premierminister Saitō Makoto.